# ロビンとマリアン
『ロビンとマリアン』（原題: Robin and Marian）は1976年のアメリカ合衆国の冒険恋愛映画。監督はリチャード・レスター、出演はショーン・コネリーとオードリー・ヘプバーンなど。
ロビン・フッドとその恋人マリアンの「その後」を描いている。
また、マリアンを演じたオードリー・ヘプバーンにとっては1967年の映画『暗くなるまで待って』以来の映画復帰作である。

## ストーリー
ロビン・フッドと相棒のリトル・ジョンは、主君であるリチャード獅子心王と共に十字軍の遠征に赴いていたが、ロビンは城主が逃げ去り女や老人だけが取り残された城の攻略を拒否したため、リチャード王の逆鱗に触れ処刑されそうになる。しかし、リチャード王は城の老人が放った矢が原因で致命傷を負い、ロビンの罪を許して崩御する。主君を失ったロビンは、ジョンと共に18年ぶりにシャーウッドの森に戻り、仲間のウィル、タックと再会する。ロビンは恋人のマリアンが修道院の院長になったことを聞かされ、彼女の元を訪れる。ロビンはマリアンとの再会を喜ぶが、長年連絡を寄越さなかったロビンに対し、マリアンは素っ気ない態度をとる。リチャード王の後を継いだジョン王の聖職者追放令を受け、長年の宿敵ノッティンガム代官がラナルフ卿を引き連れ彼女を逮捕しようとする。マリアンは投降しようとするが、ロビンは彼女を連れてシャーウッドの森に逃げ込む。
翌日、マリアンは修道院に戻るが、他の尼僧は代官に逮捕されていた。ロビンは自分を誘き出すために代官が仕掛けた罠だと察知したが、尼僧たちを助けるため、ジョンと共に代官の城に乗り込む。尼僧を逃がした二人は代官の兵と戦うが、二人とも高齢のため体力が落ちて追い詰められる。そこにウィル、タック、マリアンが駆け付け、二人は代官の城から脱出する。ロビンとマリアンは互いに昔の関係に戻ろうと歩み寄るが、そこに代官の制止を振り切ったラナルフが兵を連れて現れる。ロビンはラナルフを追い返すことに成功し、マリアンとの生活を取り戻そうとするが、彼の帰国を知った農民たちが集まり、「ジョン王の悪政と戦おう」と意気込む。ロビンは戦いを嫌うマリアンを気遣い躊躇うが、彼女からの理解を得て戦う決意をする。
ロビンたちは農民に訓練を施して戦いの準備を進めるが、そこにジョン王からの援軍を得た代官とラナルフが兵隊を引き連れてシャーウッドの森に到着する。しかし、代官は森に攻め込むことはせず、ロビンたちを平原に誘い出して戦おうと考える。ロビンは決着を付けるために森から出て戦うことを決めるが、それを聞いたマリアンは森から出て行こうとする。その夜、マリアンはジョンに森から出て行くことを語り、「ロビンを引き止めて欲しい」と依頼する。翌朝、ロビンは森から出て代官に一騎打ちを提案する。二人は「自分が負けたら兵を引く」と約束を交わし、一騎打ちを始める。高齢の二人の戦いは長時間にわたり、決闘を目の当たりにしたマリアンやジョンが固唾を飲んで見守る中、ロビンが代官を討ち取る。しかし、ロビンも瀕死の重傷を負い、それを見たラナルフが約束を破り攻め込んでくる。ジョンはラナルフを討ち取ると、修道院に薬があるというマリアンと共にロビンを連れて行く。マリアンは薬を器に入れると、まず自分で飲む。マリアンはジョンに追っ手が来ないか見張っててくれと頼むと、ジョンが出た後に扉に閂を掛ける。彼女はロビンに「痛みがなくなる」と薬を飲ませる。ロビンは「すごい薬だ、痛みが無くなった」と自分の足を叩くが、足は冷たくなっており、感覚も無くなっていた。ロビンは毒を飲まされたと知り、大声でジョンに助けを求める。だが、マリアンももう立てなくなっており、足元から崩れ落ち座り込む。なぜだ、マリアンとロビンが問うと、「なぜ？あなたを愛しているからよ。日の光、自分の命、そして神よりも深くあなたを愛しているわ。」とマリアンは答える。ロビンは「このような日は２度と来なかったのだな」と全てを悟り、2人は手と手を伸ばすがもう指が届かない。その時ジョンが扉を壊して入ってくるが、ロビンは「この矢が落ちた所に二人を埋めてくれ。もう離れずに済む。」とジョンに頼んだ。マリアンの目には涙が溢れていた。ロビンは最後の力を振り絞り天空に矢を放つ。矢はどこまでもどこまでも飛んでいった。

## キャスト
| 役名                          | 俳優                                   | 日本語吹替                    | 日本語吹替                      |
| 役名                          | 俳優                                   | テレビ朝日版                  | ソフト版                        |
| ----------------------------- | -------------------------------------- | ----------------------------- | ------------------------------- |
| ロビン・フッド                | ショーン・コネリー                     | 近藤洋介                      | 佐々木勝彦                      |
| マリアン / マザー・ジャネット | オードリー・ヘプバーン                 | 池田昌子                      | 池田昌子                        |
| ノッティンガムの代官          | ロバート・ショウ                       | 穂積隆信                      | 麦人                            |
| リチャード獅子心王            | リチャード・ハリス                     | 大木民夫                      | 金尾哲夫                        |
| リトル・ジョン                | ニコール・ウィリアムソン               | 橋爪功                        | 内田直哉                        |
| ウィル・スカーレット          | デンホルム・エリオット                 | 真木恭介                      | 北川勝博                        |
| ラナルフ卿                    | ケネス・ヘイ                           | 山内雅人                      | 谷昌樹                          |
| タック修道士                  | ロニー・バーカー                       | 今西正男                      | 辻親八                          |
| ジョン王                      | イアン・ホルム                         | 玄田哲章                      | 青山穣                          |
| メルカディエ                  | ビル・メイナード                       | 長堀芳夫                      | 武虎                            |
| 砦を守る老兵                  | エズモンド・ナイト                     | 上田敏也                      | 中博史                          |
| シスター・メアリー            | ヴェロニカ・キリガン                   | 高島雅羅                      |                                 |
| 外科医                        | ピーター・バターワース                 |                               |                                 |
| ジャック                      | ジョン・バレット                       | 北村弘一                      | 小形満                          |
| ジャックの弟子                | ケネス・クラハム                       |                               |                                 |
| イザベラ妃（ジョン王の妃）    | ビクトリア・アブリル                   |                               |                                 |
| シスター                      | モンセラ・ジュリオ                     | 沼波輝枝                      |                                 |
| シスター2                     | ヴィクトリア・ヘルナンデス・サンギーノ | 山田礼子                      |                                 |
| シスター3                     | マルガリータ・ミンギロン               |                               |                                 |
| 不明 その他                   |                                        | 石森達幸 笹岡繁蔵 小林由利    |                                 |
|                               |                                        |                               |                                 |
| 演出                          | 演出                                   | 小林守夫                      |                                 |
| 翻訳                          | 翻訳                                   | 森田瑠美                      |                                 |
| 効果                          | 効果                                   | 遠藤堯雄 桜井俊哉             |                                 |
| 調整                          | 調整                                   | 平野富夫                      |                                 |
| 制作                          | 制作                                   | 東北新社                      |                                 |
| 解説                          | 解説                                   | 淀川長治                      |                                 |
| 初回放送                      | 初回放送                               | 1980年3月2日 『日曜洋画劇場』 | 2004年5月26日発売 のDVDに初収録 |

## スタッフ
- 製作総指揮：リチャード・シェファード
- 製作：デニス・オデール
- 監督：リチャード・レスター
- 脚本：ジェームズ・ゴールドマン
- 美術：マイケル・ストリンガー
- 衣裳：イボンヌ・ブレイク
- 撮影：デヴィッド・ワトキン
- 第二班撮影：ポール・ウィルソン
- 編集：ジョン・ヴィクター・スミス
- 音楽：ジョン・バリー

## 製作

### 原案
脚本家のジェームズ・ゴールドマンがロビン・フッドとマリアン姫の二人に関して戯曲になると思ったのは『ロビンとマリアン』製作の15年ほど前であった。しかしロビン・フッドの伝説について詳しく知らなかったので、本を探して読み漁った。けれどもロビン・フッドの資料は少なく、存在しうる時間的幅は100年にも及んだため、ロビンを最高の英雄に仕立てるため、最悪の治世者であるジョン王の時代におくことに決めた。ジョン王について調べていくうち、その両親のヘンリー二世とその妻のエレノアに関する資料に当たり、それが先に『冬のライオン』を書くことに繋がっている。
ゴールドマンはバラードも読み始めたが、後年の中年のロビンを歌っているものはなく、時たま彼の死について簡単に片付けられているだけであった。細かい事情はまちまちであったが、どれも医者や僧侶や尼僧といった見知らぬ誰かに裏切られて毒殺されていた。そんな中、ゴールドマンはある一つのとりとめのない短いバラードを見つけた。その後紛失しているが、そこではロビンとリトル・ジョンが長い旅に出て年老いて帰ってくる。大戦争の後ロビンは重傷を負い、リトル・ジョンは治療のできる尼僧がいると聞いて尼僧院を訪れるが、そこに居たのがマリアンであった。ジョンは塔の部屋にロビンを運び、マリアンは下に降りて見張りに行ってくれと頼む。ジョンが下に行った後マリアンは扉に錠をおろし、薬草と薬品を調合し、ロビンの傷口に当てる。それは毒薬でロビンは死ぬ、というものであった。これはゴールドマンが出会ったうち、ロビンの死に意味付けをした唯一の物であったが、ロビンが現れた時即座に殺してしまうほどの激しさでマリアンは彼を憎んでいる、というどす黒い冷え冷えとしたものであった。この話は、ロビンの物語はロマンだと考えるゴールドマンが求めるものとは全く違っていた。ロビンが死ぬとすればそれは愛のため、マリアンが毒を盛るとすればそれほど彼女がロビンを愛していたということでなければならないとゴールドマンは考えた。しかしこの物語は書かれることなく、何年も放置されていた。

### 映画化権
1970年頃、女友達と食事に出かけたゴールドマンは、そこでこのロビン・フッドの死の物語について話すと、その女性は泣き、ゴールドマンも泣いた。そこで二人は同じ「映画」という言葉を口にした。
そこでゴールドマンは自分のエージェントを訪ね、ロビン・フッドの作品の話をした。するとエージェントはその話を気に入り、脚本もない段階でいろんな映画会社に二人で売り込みを開始、コロンビア ピクチャーズが内容を気に入り契約することとなった。
1971年8月頃に最初の脚本が出来上がったが、その頃コロンビア映画が窮状に陥り、すぐに製作する資金がなかった。

### オードリー・ヘプバーン
ジェームズ・ゴールドマンは最初からずっとオードリー・ヘプバーンがマリアンを演じることを夢に描いていたが、当時ヘプバーンは引退中だったので、実現の可能性は低いと考えていた。だがゴールドマンの友人がゴールドマン自身も見たある劇で観客にいたオードリー・ヘプバーンを見かけて、「さすがオードリー・ヘプバーンは綺麗だな」とゴールドマンに電話した。同じ町にヘプバーンがいると知った当時監督に決まっていたジョン・フランケンハイマーが「台本を送ろう」と言い出し、実際に送ることになった。数ヶ月が過ぎ、フランケンハイマーはヘプバーンのエージェントに電話を入れたが、「何の台本？あの方はもう台本をお読みになりません。」と言われてゴールドマンは諦めていた。しかし実際にはヘプバーンはその役の依頼が来るのを二年間待ち続けていた。

### 監督交代と配役
1973年、リチャード・レスターが台本を気に入って、監督をしたがっていると伝え聞いたゴールドマンはレスターに会いに行った。レスターは1時間にわたっていかに台本が素晴らしいかまくし立てた。勢いに飲み込まれそうだったゴールドマンがラスト近くの肝心の部分について話すと、レスターは呆気にとられていた。ゴールドマンがレスターが思い出せないでいることを話すと、レスターは「思い出せないだって？わたしは君の台本を見たこともないんだ。」と言った。レスターは話を聞いて、これは面白そうだと思い、実際に読んだ人を捕まえては根掘り葉掘り聞いて回っていたのであった。レスターは監督するのは何がなんでも自分でなければならないのだと主張し続けた。2年後に契約が成立し、レスターが監督することになった。
同じく73年頃、ゴールドマンはロビン役をアルバート・フィニーに、リトル・ジョンの役をショーン・コネリーに依頼したが、フィニーは都合がつかずコネリーには断られていた。2年経っても主役は決定しておらず、ゴールドマンはコネリーはこれ以上望めないほど見事にロビンを演じていただろうと痛感し、プロデューサーのレイ・スタークに相談したという。
また、リチャード王はニコル・ウィリアムソンに、リトル・ジョンはリチャード・ハリスに依頼した。全く同じ反応で二人とも断り、考え直してくれるよう再度頼んだがだめであった。そして役を入れ替えて頼んでみると二人とも了承したという。

### プリ・プロダクション
ヘプバーンはこの役を引き受けたことについて、「マリアンが私と同じ年頃の女性だったこと、この映画のテーマが愛であったこと、そしてマリアンの気持ちが私にはよくわかったことなどが大きな理由です。8年前まで私が演じていた役は、いつも現実の私より若い役だったけど、いつかは本当の自分と同じ年頃の女性の役を自然に演じてみたいと思っていました。」とインタビューで語った。
撮影前にはヘプバーンの髪型のことも話題に上ったという。「その頃の尼僧といえば髪を長く伸ばしているか、剃っているかと人は思うけれど、本当は短く切っていたそうよ。それでこのヘアスタイルにしたの。」とヘプバーンは語っている。
映画はほとんど野外であり、雨を必要とするところは全くなかったため、ロケ地はイングランドとアイルランドは除外され、スペインのパンプローナで行われた。北部スペインにイングランドによく似た広大な区域があり、天候はお誂え向きで、人件費もまあまあ、さらにリチャード・レスターが以前そこで何度か仕事をしたことがあったのと、パンプローナはあちこちのロケ地の中心都市であり、フィルム現像所のあるマドリードと無線連絡が取れるからであった。

### 撮影
撮影は1975年6月に始まった。
しかし、ヘプバーンがスペインで受け取った脚本は契約した時のものとは大幅に違っていた。レスター監督はリアリズムを大切にするあまり愛をテーマにした場面を大幅にカットしてしまった。キャストのほとんどが男性という中でヘプバーンは愛の場面がカットされないように頑張っていたという。
ヘプバーンが映画に出ていない間に、映画の作り方は大きく変わっていた。ヘプバーンは大スターの待遇も受けられず、カメラ・テストも無く、レスター監督はラッシュを映写しなかったので、ヘプバーンは自分がどう写っているかの確認もできなかった。それでも長いブランクの後でロケに入った時の感想を聞かれたヘプバーンは「最初は共演する名優たちについて行けないのではないかと心配で、とてもナーヴァスだったけど、2、3日ですぐ慣れました」と答えている。
コネリーはさっさと仕事を終えるのが好きで、リハーサル無しの本番を望んでおり、ヘプバーンは事前に演技方法を確かめて1、2回の撮影で手早く終わらせたいと思っていた。ヘプバーンはコネリーに合わせようとしたが、なかなかうまくいかなかったため、コネリーが気を利かせてリハーサルをすることになった。
ヘプバーンは次男で5歳のルカを撮影に連れて行っていた。ルカに、「なぜパパがロビン・フッドをやらないの？」と何度も訊かれたヘプバーンがそれは無理だと答えると、ルカは「わかった！パパはロビンに合う服を持っていないからだ」と言ったという。ルカはコネリーに魅せられて、常にコネリーの後にくっついて歩いていたという。
ヘプバーンはロバート・ショウ、ニコル・ウィリアムソンらの共演者みんなと気が合ったが、中でもショーン・コネリーとは終生友達づきあいが続いた。
途中、マリアンが修道女たちと乗った幌馬車が川の中でひっくり返るシーンは脚本にはなく、本当に起こったことであった。撮影中に何か面白い話はありましたか？と訊かれたヘプバーンは「私たちは悲鳴をあげて大騒ぎしたのだけれど、リチャードはカメラを回し続けた上に、この場面は使えるというのですぐに脚本を書き変え、ロビンがこの場を助けるというようにしたの。キャンバスの幌の下で身動きも取れないし、あの尼僧服が水を吸って重くなり、ますます水中に引き込まれ、私たちはパニックだったというのに。」と語っている。
レスター監督はものすごい早撮りで、決して撮り直しはせず、ヘプバーンが喉を痛めて声が出ないときでさえマリアンとリトル・ジョンのシーンを撮った。
撮影はわずか36日間で終了した。

### ポスト・プロダクション
音楽は始めミシェル・ルグランに依頼され、完成していたが結局採用されず、ジョン・バリーに交代になった。そのためジョン・バリーはわずか2週間でスコアを書き上げた。
リチャード・レスターはラッシュに一切目を通さなかったが、マドリードでは編集者と共にゴールドマンはラッシュを見ていた。ゴールドマンは「自分の作品が望んでいた通りになることは滅多にない。必ずどこかにまずい点があり、しかもそれは致命的な部分であるのが普通である。完璧さには到達できるものではない。しかしこの映画はそれに近いと言える。最終的な出来栄えは私が夢に見ていた以上である。」と述べている。

### 公開
1976年3月、『ロビンとマリアン』プレミア前日にはコロンビア映画は盛大なパーティーを催している。そして『ロビンとマリアン』はニューヨークのラジオ・シティ・ミュージック・ホールの盛大なイースター・ショーの目玉として公開された。ヘプバーンは当日のホールの外では公開を待っていた何千人ものファンから声を掛けられ、花束を贈られた。5000人の収容の劇場で6200人入った満員の会場で、ヘプバーンはスタンディング・オベーションで迎えられた。「アイ・ラブ・ユー、オードリー」の大合唱が起こり、ヘプバーンはあまりの熱狂ぶりに驚き、目には涙が溢れた。それまでヘプバーンはラッシュを見ていなかったので、自分の演技を見るのはこの時が初めてだった。
その後ヘプバーンはローマに帰り1週間過ごした後、次男のルカを伴ってロサンゼルスへ飛び、3月28日の『ロビンとマリアン』ロサンゼルス・プレミアに出席、翌日はアカデミー賞の最優秀作品賞のプレゼンターを務めた（この時の受賞作は『カッコーの巣の上で』）。
『ロビンとマリアン』の批評は素晴らしかったが、商業的には当たらなかった。しかしこの映画は時の試練を超えて生き残っている。『ロビンとマリアン』は、その後の振るわない数本の作品を考えると、ヘプバーンの才能にふさわしい最後の作品になったと評されている。

## 作品の評価
映画雑誌『スクリーン』で「ぼくの採点表」というコーナーを持っていた映画評論家双葉十三郎の評価は☆☆☆★★★で75点（上出来の部類）。これはオードリー・ヘプバーン作品では『尼僧物語』『ティファニーで朝食を』『噂の二人』『おしゃれ泥棒』と並ぶ高得点である。
Rotten Tomatoesによれば、批評家の一致した見解は「『ロビンとマリアン』は、伝説のキャラクターたちを厳粛に見送り、ショーン・コネリーとオードリー・ヘップバーンの間のロマンチックなケミストリーで十分すぎるのほどの成功を収める一方で、関連する風刺の試みでは得るものが少ない。」であり、33件の評論のうち高評価は73%にあたる24件で、平均して10点満点中6.63点を得ている。